# مايكل هيس
مايكل هيس (بالإنجليزية: Michael Hess)‏ هو مجدف أمريكي، ولد في 17 مايو 1955 في تشيليكوث في الولايات المتحدة.

## وصلات خارجية
- مايكل هيس على موقع الاتحاد الدولي للتجديف (الإنجليزية)
- مايكل هيس على موقع اللجنة الأولمبية الدولية (الإنجليزية)
- مايكل هيس على موقع أوليمبيديا (الإنجليزية)